# 2011-es São Paulo Indy 300
A 2011-es São Paulo Indy 300 volt a 2011-es Izod IndyCar Series szezon negyedik futama, melyet 2011. május 1-jén rendeztek meg a Brazíliai São Paulóban kialakított utcai pályán. A versenyt a Versus közvetítette. A nagy eső miatt először két és fél órát állt a verseny, majd úgy döntöttek, hogy május 2-án folytatják a versenyt a tizenötödik körtől, és a versenyzők az aktuális pozíciójukból indulnak.

## Nevezési lista
| Csapat                       | Első pilóta | Első pilóta         | Második pilóta | Második pilóta     | Harmadik pilóta | Harmadik pilóta | Negyedik pilóta | Negyedik pilóta  |
| ---------------------------- | ----------- | ------------------- | -------------- | ------------------ | --------------- | --------------- | --------------- | ---------------- |
| Newman/Haas Racing           | 2           | Oriol Servià        | 06             | James Hinchcliffe  |                 |                 |                 |                  |
| Team Penske                  | 3           | Hélio Castroneves   | 6              | Ryan Briscoe       | 12              | Will Power      |                 |                  |
| Panther Racing               | 4           | J. R. Hildebrand    |                |                    |                 |                 |                 |                  |
| KV Racing Technology - Lotus | 5           | Szató Takuma        | 59             | E. J. Viso         | 82              | Tony Kanaan     |                 |                  |
| Andretti Autosport           | 7           | Danica Patrick      | 26             | Marco Andretti     | 27              | Mike Conway     | 28              | Ryan Hunter-Reay |
| Target Chip Ganassi Racing   | 9           | Scott Dixon         | 10             | Dario Franchitti   | 38              | Graham Rahal    | 83              | Charlie Kimball  |
| A.J. Foyt Enterprises        | 14          | Vitor Meira         |                |                    |                 |                 |                 |                  |
| AFS Racing                   | 17          | Raphael Matos       |                |                    |                 |                 |                 |                  |
| Dale Coyne Racing            | 18          | James Jakes         | 19             | Sebastien Bourdais |                 |                 |                 |                  |
| Dreyer & Reinbold Racing     | 22          | Justin Wilson       | 24             | Ana Beatriz        |                 |                 |                 |                  |
| Conquest Racing              | 34          | Sebastian Saavedra  |                |                    |                 |                 |                 |                  |
| Sam Schmidt Motorsports      | 77          | Alex Tagliani       |                |                    |                 |                 |                 |                  |
| HVM Racing                   | 78          | Simona de Silvestro |                |                    |                 |                 |                 |                  |
| HIVATALOS NEVEZÉSI LISTA     |             |                     |                |                    |                 |                 |                 |                  |

## Eredmények

### Időmérő
| Pozíció | #  | Pilóta               | Csapat                       | Egyes csoport | Kettes csoport | Top 12    | Fast 6    |
| ------- | -- | -------------------- | ---------------------------- | ------------- | -------------- | --------- | --------- |
| 1       | 12 | Will Power           | Team Penske                  |               | 1:22.2329      | 1:22.0675 | 1:21.8958 |
| 2       | 28 | Ryan Hunter-Reay     | Andretti Autosport           | 1:23.3280     |                | 1:23.3374 | 1:22.2975 |
| 3       | 9  | Scott Dixon          | Chip Ganassi Racing          |               | 1:22.5791      | 1:22.3611 | 1:22.3620 |
| 4       | 6  | Ryan Briscoe         | Team Penske                  |               | 1:22.7224      | 1:22.3028 | 1:22.3937 |
| 5       | 38 | Graham Rahal         | Chip Ganassi Racing          | 1:23.1280     |                | 1:22.3886 | 1:22.4970 |
| 6       | 10 | Dario Franchitti     | Chip Ganassi Racing          |               | 1:22.7716      | 1:22.2273 | 1:22.6103 |
| 7       | 3  | Hélio Castroneves    | Team Penske                  | 1:23.1988     |                | 1:22.6283 |           |
| 8       | 22 | Justin Wilson        | Dreyer & Reinbold Racing     |               | 1:23.2549      | 1:22.6471 |           |
| 9       | 27 | Mike Conway          | Andretti Autosport           |               | 1:22.7828      | 1:22.6986 |           |
| 10      | 5  | Szató Takuma         | KV Racing Technology - Lotus | 1:23.4955     |                | 1:22.7379 |           |
| 11      | 06 | James Hinchcliffe    | Newman/Haas Racing           | 1:23.4911     |                | 1:22.8450 |           |
| 12      | 19 | Sébastien Bourdais   | Dale Coyne Racing            | 1:23.4266     |                | 1:22.9084 |           |
| 13      | 78 | Simona de Silvestro  | HVM Racing                   | 1:23.6807     |                |           |           |
| 14      | 14 | Vitor Meira          | A. J. Foyt Enterprises       |               | 1:23.3196      |           |           |
| 15      | 26 | Marco Andretti       | Andretti Autosport           | 1:23.7682     |                |           |           |
| 16      | 2  | Oriol Servià         | Newman/Haas Racing           |               | 1:23.4015      |           |           |
| 17      | 7  | Danica Patrick       | Andretti Autosport           | 1:24.0967     |                |           |           |
| 18      | 83 | Charlie Kimball      | Chip Ganassi Racing          |               | 1:23.7126      |           |           |
| 19      | 17 | Raphael Matos        | AFS Racing                   | 1:24.1890     |                |           |           |
| 20      | 77 | Alex Tagliani        | Sam Schmidt Motorsports      |               | 1:23.7801      |           |           |
| 21      | 82 | Tony Kanaan          | KV Racing Technology - Lotus | 1:24.2205     |                |           |           |
| 22      | 4  | J. R. Hildebrand (R) | Panther Racing               |               | 1:23.8443      |           |           |
| 23      | 34 | Sebastian Saavedra   | Conquest Racing              | 1:24.2963     |                |           |           |
| 24      | 18 | James Jakes          | Dale Coyne Racing            |               | 1:23.8492      |           |           |
| 25      | 24 | Ana Beatriz          | Dreyer & Reinbold Racing     | 1:24.8246     |                |           |           |
| 26      | 59 | E. J. Viso           | KV Racing Technology - Lotus |               | No Time        |           |           |

## Rajtfelállás
| 1                     | 12 | Will Power          | 28 | Ryan Hunter-Reay   |
| 2                     | 9  | Scott Dixon         | 6  | Ryan Briscoe       |
| 3                     | 38 | Graham Rahal        | 10 | Dario Franchitti   |
| 4                     | 3  | Hélio Castroneves   | 22 | Justin Wilson      |
| 5                     | 27 | Mike Conway         | 5  | Szató Takuma       |
| 6                     | 06 | James Hinchcliffe   | 19 | Sebastien Bourdais |
| 7                     | 78 | Simona de Silvestro | 14 | Vitor Meira        |
| 8                     | 26 | Marco Andretti      | 2  | Oriol Servià       |
| 9                     | 7  | Danica Patrick      | 83 | Charlie Kimball    |
| 10                    | 17 | Raphael Matos       | 77 | Alex Tagliani      |
| 11                    | 82 | Tony Kanaan         | 4  | J. R. Hildebrand   |
| 12                    | 34 | Sebastian Saavedra  | 18 | James Jakes        |
| 13                    | 24 | Ana Beatriz         | 59 | E. J. Viso         |
| HIVATALOS VÉGEREDMÉNY |    |                     |    |                    |

### Verseny
| Pozíció               | #  | Pilóta              | Csapat                       | Futott kör | Idő/Kiesés oka | Rajthely | Élen töltött körök száma | Pont |
| --------------------- | -- | ------------------- | ---------------------------- | ---------- | -------------- | -------- | ------------------------ | ---- |
| 1.                    | 12 | Will Power          | Team Penske                  | 55         | 2:04:05.2964   | 1        | 32                       | 53   |
| 2.                    | 38 | Graham Rahal        | Chip Ganassi Racing          | 55         | +4.6723        | 4        | 0                        | 40   |
| 3.                    | 6  | Ryan Briscoe        | Team Penske                  | 55         | +7.9037        | 0        | 0                        | 35   |
| 4.                    | 10 | Dario Franchitti    | Chip Ganassi Racing          | 55         | +10.1470       | 4        | 0                        | 32   |
| 5.                    | 2  | Oriol Servià        | Newman/Haas Racing           | 55         | +15.8188       | 16       | 0                        | 30   |
| 6.                    | 27 | Mike Conway         | Andretti Autosport           | 55         | +16.6775       | 9        | 0                        | 28   |
| 7.                    | 22 | Justin Wilson       | Dreyer & Reinbold Racing     | 55         | +20.0131       | 8        | 0                        | 26   |
| 8.                    | 5  | Szató Takuma        | KV Racing Technology - Lotus | 55         | +23.0683       | 10       | 23                       | 24   |
| 9.                    | 06 | James Hinchcliffe   | Newman/Haas Racing           | 55         | +25.2924       | 11       | 0                        | 22   |
| 10.                   | 4  | J. R. Hildebrand    | Panther Racing               | 55         | +31.3172       | 22       | 0                        | 20   |
| 11.                   | 34 | Sebastian Saavedra  | Conquest Racing              | 55         | +36.4261       | 23       | 0                        | 19   |
| 12.                   | 9  | Scott Dixon         | Chip Ganassi Racing          | 55         | +42.1974       | 3        | 0                        | 18   |
| 13.                   | 59 | E. J. Viso          | KV Racing Technology - Lotus | 55         | +45.8266       | 26       | 0                        | 17   |
| 14.                   | 26 | Marco Andretti      | Andretti Autosport           | 55         | +1:14.5634     | 15       | 0                        | 16   |
| 15.                   | 18 | James Jakes         | Dale Coyne Racing            | 55         | +24.5926       | 23       | 0                        | 15   |
| 16.                   | 83 | Charlie Kimball     | Chip Ganassi Racing          | 54         | +1 Kör         | 18       | 0                        | 13   |
| 17.                   | 14 | Vitor Meira         | A. J. Foyt Enterprises       | 53         | +2 kör         | 8        | 0                        | 12   |
| 18.                   | 28 | Ryan Hunter-Reay    | Andretti Autosport           | 50         | +5 Kör         | 2        | 0                        | 12   |
| 19.                   | 77 | Alex Tagliani       | Sam Schmidt Motorsports      | 48         | +8 Kör         | 20       | 0                        | 12   |
| 20.                   | 78 | Simona de Silvestro | HVM Racing                   | 46         | +9 Kör         | 13       | 0                        | 12   |
| 21.                   | 3  | Hélio Castroneves   | Team Penske                  | 46         | +9 Kör         | 7        | 0                        | 12   |
| 22.                   | 82 | Tony Kanaan         | KV Racing Technology - Lotus | 46         | +9 Kör         | 21       | 0                        | 12   |
| 23.                   | 7  | Danica Patrick      | Andretti Autosport           | 46         | +9 Kör         | 17       | 0                        | 12   |
| 24.                   | 24 | Ana Beatriz         | Dreyer & Reinbold Racing     | 31         | Váltóhiba      | 25       | 0                        | 10   |
| 25.                   | 17 | Raphael Matos       | AFS Racing                   | 28         | Baleset        | 19       | 0                        | 10   |
| 26.                   | 19 | Sebastien Bourdais  | Dale Coyne Racing            | 20         | Baleset        | 12       | 0                        | 10   |
| HIVATALOS VÉGEREDMÉNY |    |                     |                              |            |                |          |                          |      |

### Verseny statisztikák
A verseny alatt 2-szer változott az élen álló személye 2 versenyző között.
| Változás az élen | Változás az élen |
| Kör              | Élen             |
| ---------------- | ---------------- |
| 26               | Szató Takuma     |
| 49               | Will Power       |

| Élen töltött körök száma | Élen töltött körök száma |
| Körök                    | Versenyző                |
| ------------------------ | ------------------------ |
| 32                       | Will Power               |
| 23                       | Szató Takuma             |

| Sárga zászlók: 6 alkalommal összesen 20 körön át | Sárga zászlók: 6 alkalommal összesen 20 körön át                                             |
| Körök                                            | Ok                                                                                           |
| ------------------------------------------------ | -------------------------------------------------------------------------------------------- |
| 1-5                                              | #3-as,#7-es,#28-as,#78-as és a #82-es autó balesete a 2-es kanyarban                         |
| 9                                                | #14-es autó balesete a 11-es kanyarban                                                       |
| 10-14                                            | Esőszünetet követően öt körig sárga zászlós szakasz alatt köröztek majd elengedték a mezőnyt |
| 22-24                                            | #19-es és #28-as autó balesete a 4-es és nyolcas kanyarban                                   |
| 26-28                                            | #17-es autó balesete a 4-es kanyarban                                                        |
| 34-36                                            | #77-es autó megpördülése a nyolcas kanyarban                                                 |

## Bajnokság állása a verseny után
Pilóták bajnoki állása
| Pozíció | Pilóta           | Pontok |
| ------- | ---------------- | ------ |
| 1       | Will Power       | 168    |
| 2       | Dario Franchitti | 154    |
| 3       | Oriol Servià     | 110    |
| 4       | Mike Conway      | 102    |
| 5       | Ryan Briscoe     | 101    |